# Einkaufskorb

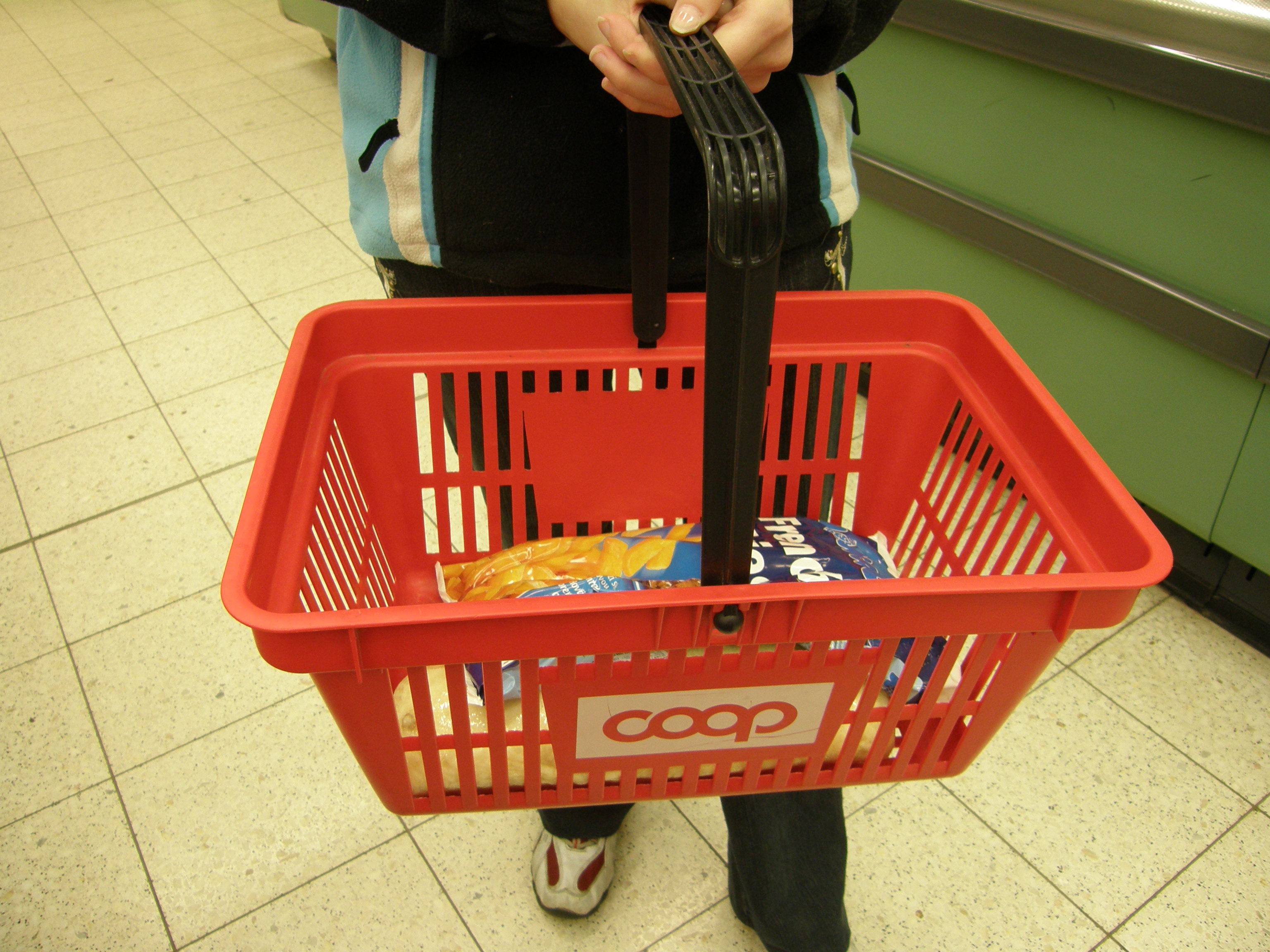
Einkaufskorb in Anwendung

Ein Einkaufskorb ist ein tragbarer Transportbehälter für eingekaufte Waren in Form eines aus unterschiedlichsten Materialien (Kunststoff, Draht, Korbgeflecht, Alugestänge mit Stoffbespannung) hergestellten Korbs, in der Regel mit starr verbundenen oder ausklappbaren Traggriffen.
Neben den in diversen Formen (auch als Faltkörbe) erhältlichen Körben, die der Kunde selbst ins Geschäft mitbringen und wieder mit nach Hause nehmen kann, stehen stapelbare, meist aus Kunststoff oder Drahtgeflecht gefertigte Einkaufskörbe auch in Depots in Supermärkten und anderen Einzelhandelsgeschäften bereit, um den Käufern den Transport und das Einsammeln kleinerer Warenmengen im Markt zu erleichtern, wenn enge Verkaufsräume die Benutzung eines sperrigeren Einkaufswagens nicht zulassen oder dieser sich aufgrund der geringen Menge der Einkäufe nicht lohnt. An der Kasse füllt man die Waren dann zumeist in eine Tragetasche (Plastiktüte, Stofftasche aus Jute oder Leinen oder Papiertüte) um, da der Korb im Geschäft bleibt. Einige Händler bieten an, dass der Kunde gegen Bezahlung diesen Korb zur weiteren Verwendung mitnehmen kann (z. B. Baumärkte).
Als Fahrradkorb bezeichnet man Einkaufs- oder Transportkörbe, die sich am Lenker oder Gepäckträger eines Fahrrades anbringen lassen. Derartige Körbe sind teilweise fest montiert, teilweise aber auch abnehmbar, sodass man sie als Einkaufskorb mit in den Laden nehmen kann.

## Warenkorb im Online-Handel
Einkaufskorb, virtueller Einkaufskorb oder Warenkorb sind im Onlineshop die Bezeichnungen für eine virtuelle Zwischenablage, die die bisher vorgesehenen Einkäufe sammelt, bevor Bestellung und Zahlung erfolgen. Mit der Platzierung eines Produkts in den Warenkorb erfolgt dann der Übergang in die Kaufphase, die mit der Betätigung eines Bestell-Buttons startet. Der Warenkorb sollte mehrere Artikel aufnehmen, löschen und zurücklegen (Reservierung) können; zudem wird erwartet, dass der Warenkorb den Kaufpreis, die Mehrwertsteuer, die Versandkosten sowie mögliche Zahlungsarten enthält.